# بيرتراند كونت تولوز
بيرتراند كونت تولوز (بالفرنسية: Bertrand de Toulouse)‏ (توفي 1112) هو كونت تولوز منذ عام 1095 وأول حكام كونتية طرابلس.

## حكم تولوز
بيرتراند هو الابن الأكبر للكونت ريمون تولوز، وحينما غادر والده عام 1095 إلى القدس بصحبة الحملة الصليبية الأولى بقي بيرتراند في تولوز يحكمها حتى خلعه من قبل ابنة عمه فيليبا وزجها الدوق وليام دوق أكواتين والذين تمكنوا من الاستيلاء على تولوز قبل أن يقوم الدوق وليام بإعادتها له كرهن عام 1100 مقابل قرض مالي لكي يشارك بالحملة الصليبية لعام 1101.

## حكم طرابلس
في 1105 توفي والده ريموند فقام بيرتراند بالسفر إلى طرابلس عام 1108 ليرث ممتلكات والده في طرابلس، توفي عام 1112 وخلفه ابن بونز.